# Rolling Stone (Argentina)
Rolling Stone Argentina es la edición de la revista estadounidense de música, destinada a aquel país, a Bolivia, Paraguay y Uruguay, publicada por el grupo editorial La Nación. Abarca contenidos locales, complementados con traducciones de los reportajes de la edición original estadounidense.

## Historia
El primer número de la edición argentina apareció en abril de 1998, con el músico local Charly García en la portada y el logo de la revista en azul.
Desde sus inicios, por sus páginas han aparecido artistas, cineastas, actores, futbolistas y todo tipo de personalidades argentinas y del mundo.
RS Argentina ha publicado el ranking de los 100 Mejores Álbumes del Rock Argentino en 2007, y junto con la cadena MTV, las 100 Mejores Canciones del Rock Argentino en 2002.
En 2003, la edición argentina dejó de distribuirse en Chile, dado que este país sacó una edición propia, a partir de mayo.
Durante 2006 y 2007, RS Argentina publicó ediciones suplementarias para celebrar los 50 años del rock. En esas revistas, que se adquirían por separado de la mensual, se analizaron discos y artistas de antaño.
En abril de 2008 (n.º 121), RS Argentina celebró sus 10 años con un especial de portada similar a la edición estadounidense del 40.º aniversario.